# Campeones de la Copa del Mundo de Esquí Alpino (femenino)
| Año  | General                    | Descenso                    | Super Gigante              | Eslalon Gigante            | Eslalon                    | Combinada               |
| ---- | -------------------------- | --------------------------- | -------------------------- | -------------------------- | -------------------------- | ----------------------- |
| 2018 | M. Shiffrin Estados Unidos | S. Goggia Italia            | T. Weirather Liechtenstein | V. Rebensburg Alemania     | M. Shiffrin Estados Unidos | W. Holdener Suiza       |
| 2017 | M. Shiffrin Estados Unidos | I. Štuhec Eslovenia         | T. Weirather Liechtenstein | T. Worley Francia          | M. Shiffrin Estados Unidos | I. Štuhec Eslovenia     |
| 2016 | L. Gut Suiza               | L. Vonn Estados Unidos      | L. Gut Suiza               | E.M. Brem Austria          | F. Hansdotter Suecia       | W. Holdener Suiza       |
| 2015 | A. Fenninger Austria       | L. Vonn Estados Unidos      | L. Vonn Estados Unidos     | A. Fenninger Austria       | M. Shiffrin Estados Unidos | A. Fenninger Austria    |
| 2014 | A. Fenninger Austria       | M. Höfl-Riesch Alemania     | L. Gut Suiza               | A. Fenninger Austria       | M. Shiffrin Estados Unidos | M.M. Gagnon Canadá      |
| 2013 | T. Maze Eslovenia          | L. Vonn Estados Unidos      | T. Maze Eslovenia          | T. Maze Eslovenia          | M. Shiffrin Estados Unidos | T. Maze Eslovenia       |
| 2012 | L. Vonn Estados Unidos     | L. Vonn Estados Unidos      | L. Vonn Estados Unidos     | V. Rebensburg Alemania     | M. Schild Austria          | L. Vonn Estados Unidos  |
| 2011 | M. Riesch Alemania         | L. Vonn Estados Unidos      | L. Vonn Estados Unidos     | V. Rebensburg Alemania     | M. Schild Austria          | L. Vonn Estados Unidos  |
| 2010 | L. Vonn Estados Unidos     | L. Vonn Estados Unidos      | L. Vonn Estados Unidos     | K. Hölzl Alemania          | M. Riesch Alemania         | L. Vonn Estados Unidos  |
| 2009 | L. Vonn Estados Unidos     | L. Vonn Estados Unidos      | L. Vonn Estados Unidos     | T. Poutiainen Finlandia    | M. Riesch Alemania         | A. Paerson Suecia       |
| 2008 | L. Vonn Estados Unidos     | L. Vonn Estados Unidos      | M. Riesch Alemania         | D. Karbon Italia           | M. Schild Austria          | M. Riesch Alemania      |
| 2007 | N. Hosp Austria            | R. Goetschl Austria         | R. Goetschl Austria        | N. Hosp Austria            | M. Schild Austria          | M. Schild Austria       |
| 2006 | J. Kostelic Croacia        | M. Dorfmeister Austria      | M. Dorfmeister Austria     | A. Paerson Suecia          | J. Kostelic Croacia        | J. Kostelic Croacia     |
| 2005 | A. Paerson Suecia          | R. Goetschl Austria         | M. Dorfmeister Austria     | T. Poutiainen Finlandia    | T. Poutiainen Finlandia    | J. Kostelic Croacia     |
| 2004 | A. Paerson Suecia          | R. Goetschl Austria         | R. Goetschl Austria        | A. Paerson Suecia          | A. Paerson Suecia          | --                      |
| 2003 | J. Kostelic Croacia        | M. Dorfmeister Austria      | C. Montillet Francia       | A. Paerson Suecia          | J. Kostelic Croacia        | J. Kostelic Croacia     |
| 2002 | M. Dorfmeister Austria     | I. Kostner Italia           | H. Gerg Alemania           | S. Nef Suiza               | L. Pequegnot Francia       | R. Goetschl Austria     |
| 2001 | J. Kostelic Croacia        | I. Kostner Italia           | R. Cavagnoud Francia       | S. Nef Suiza               | J. Kostelic Croacia        | J. Kostelic Croacia     |
| 2000 | R. Goetschl Austria        | R. Haeusl Alemania          | R. Goetschl Austria        | M. Dorfmeister Austria     | S. Pretnar Eslovenia       | R. Goetschl Austria     |
| 1999 | A. Meissnitzer Austria     | R. Goetschl Austria         | A. Meissnitzer Austria     | A. Meissnitzer Austria     | S. Egger Austria           | H. Gerg Alemania        |
| 1998 | K. Seizinger Alemania      | K. Seizinger Alemania       | K. Seizinger Alemania      | M. Ertl Alemania           | Y. Nowen Suecia            | H. Gerg Alemania        |
| 1997 | P. Wiberg Suecia           | R. Goetschl Austria         | H. Gerg Alemania           | D. Compagnoni Italia       | P. Wiberg Suecia           | P. Wiberg Suecia        |
| 1996 | K. Seizinger Alemania      | P. Street Estados Unidos    | K. Seizinger Alemania      | M. Ertl Alemania           | E. Eder Austria            | A. Wachter Austria      |
| 1995 | V. Schneider Suiza         | P. Street Estados Unidos    | K. Seizinger Alemania      | V. Schneider Suiza         | V. Schneider Suiza         | P. Wiberg Suecia        |
| 1994 | V. Schneider Suiza         | K. Seizinger Alemania       | K. Seizinger Alemania      | A. Wachter Austria         | V. Schneider Suiza         | P. Wiberg Suecia        |
| 1993 | A. Wachter Austria         | K. Seizinger Alemania       | K. Seizinger Alemania      | C. Merle Francia           | V. Schneider Suiza         | A. Wachter Austria      |
| 1992 | P. Kronberger Austria      | K. Seizinger Alemania       | C. Merle Francia           | C. Merle Francia           | V. Schneider Suiza         | S. Ginther Austria      |
| 1991 | P. Kronberger Austria      | C. Bournissen Suiza         | C. Merle Francia           | V. Schneider Suiza         | P. Kronberger Austria      | S. Ginther Austria      |
| 1990 | P. Kronberger Austria      | K. Gutenshon Alemania       | C. Merle Francia           | A. Wachter Austria         | V. Schneider Suiza         | A. Wachter Austria      |
| 1989 | V. Schneider Suiza         | M. Figini Suiza             | C. Merle Francia           | V. Schneider Suiza         | V. Schneider Suiza         | B. Ortli Suiza          |
| 1988 | M. Figini Suiza            | M. Figini Suiza             | M. Figini Suiza            | M. Svet Yugoslavia         | R. Steiner Austria         | B. Ortli Suiza          |
| 1987 | M. Walliser Suiza          | M. Figini Suiza             | M. Walliser Suiza          | V. Schneider Suiza         | C. Schmidhauser Suiza      | B. Ortli Suiza          |
| 1986 | M. Walliser Suiza          | M. Walliser Suiza           | M. Kiehl Alemania          | V. Schneider Suiza         | R. Steiner Austria         | M. Walliser Suiza       |
| 1985 | M. Figini Suiza            | M. Figini Suiza             | --                         | M. Kiehl Alemania          | E. Hess Suiza              | B. Ortli Suiza          |
| 1984 | E. Hess Suiza              | M. Walliser Suiza           | --                         | E. Hess Suiza              | T. McKinney Estados Unidos | E. Hess Suiza           |
| 1983 | T. McKinney Estados Unidos | D. de Agostini Suiza        | --                         | T. McKinney Estados Unidos | E. Hess Suiza              | H. Wenzel Liechtenstein |
| 1982 | E. Hess Suiza              | M.C. Gros-Gaudenier Francia | --                         | I. Epple Alemania          | E. Hess Suiza              | I. Epple Alemania       |
| 1981 | M.T. Nadig Suiza           | M.T. Nadig Suiza            | --                         | T. McKinney Estados Unidos | E. Hess Suiza              | M.T. Nadig Suiza        |
| 1980 | H. Wenzel Liechtenstein    | M.T. Nadig Suiza            | --                         | H. Wenzel Liechtenstein    | P. Pelen Francia           | H. Wenzel Liechtenstein |
| 1979 | A. Moser-Pröll Austria     | A. Moser-Pröll Austria      | --                         | C. Kinshofer Alemania      | R. Sackl Austria           | --                      |
| 1978 | H. Wenzel Liechtenstein    | A. Moser-Pröll Austria      | --                         | L.M. Morerod Suiza         | H. Wenzel Liechtenstein    | --                      |
| 1977 | L.M. Morerod Suiza         | B. Totschnig Austria        | --                         | L.M. Morerod Suiza         | L.M. Morerod Suiza         | --                      |
| 1976 | R. Mittermaier Alemania    | B. Totschnig Austria        | --                         | L.M. Morerod Suiza         | R. Mittermaier Alemania    | R. Mittermaier Alemania |
| 1975 | A. Moser-Pröll Austria     | A. Moser-Pröll Austria      | --                         | A. Moser-Pröll Austria     | L.M. Morerod Suiza         | --                      |
| 1974 | A. Moser-Pröll Austria     | A. Moser-Pröll Austria      | --                         | H. Wenzel Liechtenstein    | C. Zechmeister Alemania    | --                      |
| 1973 | A. Moser-Pröll Austria     | A. Moser-Pröll Austria      | --                         | M. Kaserer Austria         | P. Emonet Francia          | --                      |
| 1972 | A. Moser-Pröll Austria     | A. Moser-Pröll Austria      | --                         | A. Moser-Pröll Austria     | B. Lafforgue Francia       | --                      |
| 1971 | A. Moser-Pröll Austria     | A. Moser-Pröll Austria      | --                         | A. Moser-Pröll Austria     | B. Lafforgue Francia       | --                      |
| 1970 | M. Jacot Francia           | I. Mir Francia              | --                         | F. Macchi Francia          | I. Lafforgue Francia       | --                      |
| 1969 | G. Gabl Austria            | W. Drexel Austria           | --                         | M. Cochran Estados Unidos  | G. Gabl Austria            | --                      |
| 1968 | N. Greene Canadá           | I. Mir Francia              | --                         | N. Greene Canadá           | M. Goitschel Francia       | --                      |
| 1967 | N. Greene Canadá           | M. Goitschel Francia        | --                         | N. Greene Canadá           | A. Famose Francia          | --                      |

- Datos: Q336536